# Pan Zemsta
Pan Zemsta (kor.: 복수는 나의 것 Boksuneun naui geot, ang.: Sympathy for Mr. Vengeance) – południowokoreański film sensacyjny z 2002 roku w reżyserii Park Chan-wooka. Rozpoczyna tzw. Trylogię zemsty, której kolejnymi częściami są Oldboy (2003) i Pani Zemsta (2005). Film rozpoczął w kinie południowokoreańskim nowy nurt pełnych przemocy i niezwykle okrutnych filmów o koreańskiej wendetcie.

## Obsada
- Song Kang-ho – Park Dong-jin
- Shin Ha-kyun – Ryu
- Bae Doona – Cha Young-mi
- Bo-bae Han – Yu-sun
- Ji-Eun Lim – siostra Ryu
- Dae-yeon Lee – Choe
- Se-dong Kim – szef

## Fabuła
Mieszkający w Seulu głuchoniemy Ryu (Shin Ha-kyun) stara się pomóc swojej siostrze (Ji-Eun Lim) wymagającej przeszczepu nerki, sam jednak nie może być dawcą. Po utracie pracy poznaje handlarza żywymi organami, który proponuje mu zdobycie nerki za dziesięć milionów wonów. By zdobyć pieniądze, za namową swojej dziewczyny-anarchistki Cha Young-mi (Bae Doona), decyduje się porwać Yu-sun (Bo-bae Han) – córkę byłego szefa Ryu, bogatego Dong-jina (Song Kang-ho).